# Gare de Shin-Yatsushiro
La gare de Shin-Yatsushiro (新八代駅, Shin-Yatsushiro-eki) est une gare ferroviaire de la ville de Yatsushiro au Japon. La gare est exploitée par la compagnie JR Kyushu.

## Situation ferroviaire
La gare de Shin-Yatsushiro est située au point kilométrique (PK) 151,3 de la ligne Shinkansen Kyūshū et au PK 229,5 de la ligne principale Kagoshima.

## Histoire
La gare a été inaugurée le 13 mars 2004 pour l'ouverture de ligne Shinkansen Kyūshū dont elle fut l'un des terminus jusqu'à la prolongation de la ligne à Hakata en 2011.

## Service des voyageurs

### Accueil
La gare dispose d'un bâtiment voyageurs ouvert tous les jours, avec des guichets et des automates pour l'achat de titres de transport.

### Desserte
- Ligne principale Kagoshima :
  - voie 1 : direction Yatsushiro (interconnexion avec la ligne Hisatsu pour Hitoyoshi-onsen et Minamata)
  - voie 2 : direction Kumamoto et Ōmuta
- Ligne Shinkansen Kyūshū :
  - voie 11 : direction Hakata et Shin-Osaka
  - voie 12 : direction Kagoshima-Chūō